# Idas simpsoni
Idas simpsoni is een tweekleppigensoort uit de familie van de Mytilidae. De wetenschappelijke naam van de soort is voor het eerst geldig gepubliceerd in 1900 door J. T. Marshall.